# Metzgeriaceae
Metzgeriaceae là một họ rêu trong bộ Metzgeriales.